# Borben Uglešić
Dr Borben Uglešić (Makarska, 1926.  – 25. rujna 2020.), istaknuti hrvatski psihijatar, jedan od pionira hrvatske psihijatrije, dugogodišnji sudski vještak. Ugledni je stručnjak forenzičke psihijatrije.

## Životopis
Rodio se je u obitelji imućnog kraljevskoga javnog bilježnika i odvjetnika. Pohađao je splitsku gimnaziju koju je završio 1944. godine. Stariji brat iz Zagreba upisao ga je na medicinski fakultet. Budući da je rat još trajao, studirati je počeo dvije godine poslije, 1946. godine. Tad su se u Zagreb preselili i živjeli njegovi roditelji. Studiranje je bilo vrlo teško, jer nisu imali udžbenika, svakako se snalaziti ujutro na predavanjima, a tijekom poslijepodneva uz skripte i poneku knjigu. Diplomirao je svibnja 1952. među prvih 10 u velikoj skupini studenata koja je 1946. upisala medicinski fakultet. Poslije studija vratio se je u Split bez kojeg "nije mogao". U Splitu je stažirao narednu godinu.
Godine 1953. osnovao je prvu športsku ambulantu u Splitu. Ondje je pregledavao Hajdukove nogometaše, a na Hajdukove utakmice odlazio je kao službeni liječnik. Te 1953. godine posao je našao u Domu zdravlja, u zdravstvenoj stanici Brodogradilište. Uvjeti rada bili su loši, a škverski radnici su dosta pobolijevali. Sljedeće godine isposlovao je novu i opremljenu zdravstvenu stanicu, te je angažirao je kolege liječnike specijaliste iz bolnice da im pomognu u ambulanti, što se je uskoro odrazilo u brodogradilištu u strmovitom smanjenju bolovanja. Među kolegama je uživao ugled jer je volio raditi. Za velike epidemije gripe išao je u kućne posjete. 1954. je Dom zdravlja raspisao specijalizacije za sve liječničke struke. Ostala je samo jedna koju nitko nije htio - neuropsihijatrija. Dr Petar Vitezica mu je to preporučio, a Uglešić ga je poslušao te je pošao u Zagreb specijalizirati ju u zagrebačkim bolnicama. Kao specijalizant napravio je vrsno vještvo te mu je direktor vrapčanske bolnice dr Glaser, zadovoljan vještvom, prorekao mu plodnu forenzičku budućnost. Specijalizaciju je završio 1958. i opet se je vratio u Split bez kojeg nije mogao. Ustrajno je učio i putovao svugdje po svijetu. S nekolicinom kolega je ručno prevodio svjetsku stručnu literaturu što su zapravo bili prvi hrvatski psihijatrijski priručnici.
Sustavno i temeljito je radio na popravljanju statusa duševnih bolesnika, koji su u tim vremenima boravili u nehumanim uvjetima. Bili su u posve neravnopravnom položaju u odnosu na sve druge vrste bolesnika, i brojem liječnika koji su skrbili o njima, uvjetima u kojima su se liječili, broju lijekova koji im je kao takvima bio na raspolaganju, a uz to je bilo brutalnih metoda liječenja. Vidjevši užasne prizore po bolnicama, počeo se boriti za status duševnih bolesnika u Hrvatskoj.
Posao je našao u Staroj bolnici, na odjelu neuropsihijatrije. Bio je dobro došla pomoć dr-u Viktoru Ostrovidovu koji je na tom odjelu bio sam. Hrvatske bolnice nisu imale prikladnu uređenost za psihijatrijske bolesnike, osim Vrapča i Šibenika. Uglešić je, kao i uvijek, volio se boriti za bolje uvjete u kojima su bolesnici. Od tad je neprestano i svugdje obrazlagao potrebu za proširenjem odjelâ psihijatrije. Na povratku u Split dobio je mjesto predavača na Pravnom fakultetu koji je bio pred osnivanjem. Splitski tužitelj Ljubo Prvan ponudio mu je predavati sudsku psihopatologiju, što je Uglešić prihvatio. U par godina dok se osnovao Pravni fakultet, Uglešić se je izvrsno pripremio za predavanja, koja su bila vrlo posjećena. Uglešić je inače doktorirao na području psihijatrijske epidemiologije, studijom među stanovništvom na području Trogira. Doktorirao je na Medicinskom fakultetu u Zagrebu dizertacijom Karakteristike i prevalencija psihoza na području srednje Dalmacije: (socijalno-psihijatrijska studija stanovništva trogirske općine) 1966. godine, gdje je utvrdio da u Dalmaciji nema ništa više "ludih" nego u svijetu. Uskoro su slični radovi nastali i po drugim dijelovima Hrvatske. Tek je onda počela organizirana skrb za duševne bolesnike. U Trogiru je otvoren dispanzer gdje su skrbili o psihijatrijskim bolesnicima i vodili njihov registar. Za splitske uvjete pomak u poboljšanju uvjeta skrbi bio je 1961. godine kad je Neurologija prebačena na Firule, a Psihijatrija je ostala u Staroj bolnici. Razdvajanje tih dvaju odjela je učinjeno na njegovo inzistiranje.
Od 1962. godine postao je šef odjela i predstrojnik Klinike za psihijatriju splitskog KBC-a Firule. 1966. godine isposlovao je proširenje kapaciteta te je odjel preselio na Firule. Njegovom zaslugom odjel Psihijatrije 1986. je postao klinika. Osnivač je i prvi voditelj Jedinice za znanstveni rad.
Umirovio se je 1988. godine. I nakon umirovljenja ostao je u struci. I u 90. godini radio je vještačenja (u cijeloj karijeri 17.000 i nikad se nije prevario u procjeni), pisao stručne radove, odlazio na kongrese i simpozije te primao neke ljude o čijem je zdravstvenom stanju skrbio gotovo cijeli njihov život. Stekao je naslov profesora emeritusa. U Domovinskom ratu, premda umirovljen, imenovan je na mjesto povjerenika za duševno zdravlje u Dalmaciji. Na svojoj brizi imao je zdravlje 12 tisuća izbjeglica koji su boravili u Dalmaciji. Iz tog vremena datira Uglešićevo uspješno pregovaranje i evakuacija psihijatrijske bolnice u Zemuniku koja je tad bila u okruženju pobunjenih Srba. Zbog ugleda, predanosti, dugotrajnosti rada i angažiranosti u struci, postao je u Splitu pojmom za psihijatriju te su u splitskoj popularnoj kulturi nastale cijele uzrečice s njegovim imenom.
Za boravka u Zagrebu njegove pacijente su duhovito nazivali 'dalmatinskim konvojima'. Inzistirao je na cjelovitom načelu liječenja duševnih bolesnika, što podrazumijeva da se pored osnovnog tretmana inzistira na radu s njegovom okolinom i zajednicom. Intenzivno se je borio protiv stigmatiziranja psihičkih bolesnika od kojih su ljudi dotad bježali, obrazujući javnost u svim mogućim medijima, predavanjima, javnim nastupima. Ukazivao je na probleme zbog kojih su pacijenti prikraćeni, slabo tretirani i liječeni. U tom pravcu je prvi s prozora bolničkih soba u kojima su boravili psihijatrijski bolesnici skinuo rešetke te su u bolnicama bili kao svi ostali ljudi sa zdravstvenim problemom, a ne kao nasilni zatvorenici. Kao najveći problem današnjice smatrao je mržnju, koju, premda je stara kao čovječanstvo, smatrao je nenormalnom te da se svim sredstvima treba boriti protiv nje, a držao je da jaku mržnju treba smatrati patološkim fenomenom. Mržnju je smatrao bolešću današnjice koja nije ništa manje učestala i značajnija od depresije.
Redoviti je član Medicinske akademije Hrvatske, počasni član Češkog liječničkog društva i Slovačkog psihijatrijskog društva. Bio je guverner Lionsa Hrvatska.
Godine 2016. objavljena je knjiga-monografija Borben Uglešić, 90 godina života i 60 godina u psihijatriji, urednika Trpimira Glavine i Vlade Jukića.
Umro je u 93. godini u Splitu.

## Djela
Objavio je tristotinjak znanstvenih i stručnih radova i tri monografije. 
Objavio ih je u časopisima Alcoholism (Zagreb), Hrvatskim medicinskim analima, Socijalnoj psihijatriji, Psychiatria Danubina, Paediatria Croatica i dr. Imao je redovite kolumne u Slobodnoj i Nedjeljnoj Dalmaciji. Iznimno je pridonio na području psihofarmakologije, alkohologije, ovisnost. Kvalitetni radovi iz biologijske psihijatrije donijeli su mu mjesto u Indeksu Svjetske zdravstvene organizacije.

## Nagrade i priznanja
Dobitnik je na desetke brojnih nagrada i priznanja. Ističu se:
- Nagrada Splitsko-dalmatinske županije, za životno djelo, koju je dobio 2019. godine.[11][12]
- Nagrada Grada Splita za životno djelo, koju je dobio 2019. godine.[13]
- Nagrada za životno djelo Hrvatskog psihijatrijskog društva.[1]

## Vanjske poveznice
- Metelgrad